# Келоид
Кело́идный рубе́ц (кело́ид) — (от др.-греч. χηλή — опухоль и εἶδος — вид), опухолевидное разрастание грубой волокнистой соединительной ткани кожи. Причины возникновения келоидных рубцов неясны. У некоторых людей имеется предрасположенность к их развитию.

## Факторы риска
- Выраженная пигментация кожи
- Определённая локализация инициальных повреждений (область дельтовидной мышцы, грудная клетка, мочка уха)
- Беременность
- Пубертатный период.

## Виды келоидных рубцов
Различают истинный (спонтанный) келоидный рубец, возникающий на видимо неизменённой коже, и ложный, развивающийся на месте рубца после травмы (механической, термической, химической и др.) или гнойного заболевания (например, фурункула). Рост рубца обычно начинается через 1-3 мес. после эпителизации раны. Типично отсутствие соответствия тяжести травмы и выраженности келоидных рубцов, которые могут возникать даже после незначительных повреждений (укол, укус насекомого) и часто после ожога IIIА степени. Истинный келоидный рубец представляет собой несколько возвышающееся (на 5—8 мм) над поверхностью кожи образование белесоватого или розоватого цвета, плотной консистенции, с гладкой блестящей поверхностью. При гистологическом исследовании обнаруживаются удлинённые извитые пучки эозинофильно окрашенных гиалинизированных волокон коллагена, истончение сосочков дермы и снижение эластичности волокон. Морфологическую основу келоидного рубца составляет избыточно растущая незрелая соединительная ткань с большим количеством атипичных гигантских фибробластов, длительное время находящихся в функционально активном состоянии. В келоидных рубцах мало капилляров, тучных и плазматических клеток. Рост рубцов происходит в течение нескольких недель, иногда месяцев, после чего на протяжении всей жизни пациента размеры келоида не изменяются. Стабилизация состояния келоидного рубца обычно наступает через 2 года после его появления. Келоидные рубцы практически никогда не изъязвляются.

## Дифференциальный диагноз
Келоидные рубцы дифференцируют с гипертрофическими рубцами, дерматофибромой, инфильтрирующим базальноклеточным раком (подтверждается при биопсии).

## Терапия
Согласно «Международным рекомендациям по ведению пациентов с патологическими рубцами», существует только два метода лечения рубцов, эффективность которых подтверждена контролируемыми рандомизированными исследованиями:
- использование силиконового геля/покрытия,
- инъекции кортикостероидов в область рубца.

Другие методы лечения:
- Хирургическое иссечение.
- Лучевая терапия.
- Компрессия (давление).
- Мазевая терапия.
- Лазерная обработка.
- Криотерапия.

Пример лечения при помощи инъекции кортикостероидов.
Препарат выбора — триамцинолона ацетонид в виде суспензии, содержащей 10 мг/мл, — инъекции в область рубца. При свежих келоидных рубцах эффективность метода выше. Лечение повторяют через каждые 4 нед. до выравнивания рубцов с поверхностью кожи. При отсутствии эффекта можно применить суспензию, содержащую 40 мг/мл триамцинолона. При хирургическом иссечении келоидов можно использовать смесь раствора триамцинолона (5-10 мг/мл) с местноанестезирующими средствами. Для профилактики рецидивов после операции — инъекции глюкокортикоида в область иссечения рубца через 2-4 нед., затем 1 раз в месяц в течение 6 месяцев. Под действием триамцинолона келоидные рубцы уменьшаются за 6-12 месяцев, после чего на коже остаются плоские светлые рубчики.